# Roland Lambé
Roland Lambé, né le 16 novembre 1956 à Arlon, est un scénariste, réalisateur et producteur belge.
Se destinant d'abord à la chimie, il est diplômé en réalisation de l'Institut des arts de diffusion en 1979. Passionné de musique, il réalise entre 1980 et 1986 de nombreux clips musicaux, notamment pour Jo Lemaire, The Honeymoon Killers, Minimal Compact, Will Tura, Sandra Kim, Front 242, Pierre Rapsat, Salvatore Adamo, Fela Anikulapo Kuti, Volcano, Biss.
Par concours de circonstances, il développe surtout un travail de scénariste pour la télévision à partir de 1985. Parallèlement, s'est spécialisé dans les programmes scientifiques et médicaux. Réalise également de nombreux films "corporate", publicitaires et institutionnels. 
Également producteur au nom de sa maison de production "Shining Project". 

## Réalisateur
- 1976 : Le sexe végétal (court-métrage)
- 1977 : Langes de Lune (moyen métrage)
- 1981 : Autosuggestion (court-métrage)
- 1983 : Puzzle (téléfilm musical avec Salvatore Adamo)

## Scénariste
- 1984 : Informatix (série en 13 épisodes, réalisée par Jean Delire)
- 1985 : Spreek met ons mee (série en 36 épisodes)
- 1986 : L’araignée (téléfilm d’après Hanns Heinz Ewers)
- 1992 : Kan dat met gebakken aardappeltjes (série en 18 épisodes)
- 1993 : Mort en sursis (téléfilm)
- 1994-2000 : Habitats traditionnels du monde (série en 65 épisodes)
- 2001 : Affaires de goûts (série documentaire)
- 2003 : Les trois vies de François Joseph Fournier (documentaire, écrit avec Frédéric Vercruyssen - réalisation : Michel Mees)
- 2004 : Gore Roger : a lethal fiction (long-métrage)
- 2005 : Memento homo... (long-métrage)
- 2006 : Cités mythiques (série documentaire)
- 2006 : 10 histoires contre le sida
- 2008 : Playing with the death (documentaire)
- 2008 : Les corps célibataires (documentaire)
- 2009 : 100 % DCD (documentaire)
- 2009 : Le bras célibataire (long-métrage fiction)
- 2009 : Blic & Bloc (série de dessins animés)
- 2009 : XY,XX (long métrage fantastique)

## Producteur
- 2008 : Toto le némato, de Yves Elie, documentaire TV 52 min. consacré au ver nématomorphe[4]

Prix Buffon du Muséum national d'histoire naturelle au Festival Pariscience 2008,,,

## Publications
Aux Editions Lamiroy, sous le nom de Roland Bé:

- Le bras célibataire  (Opuscule # 189) – nouvelle « longue » (2021)
- Miroirs   (Crépuscule  # 18) – nouvelle « longue » (2022)
- All I need is life  (dans Opuscule Fantastique - hors-série # 15) – nouvelle courte (2022)
- Mens sana ex corpore sano  ("Novella" roman court, collection Opus, #4, novembre 2023)
- Un créateur de supplices   (Opuscule  # 312) - (2024)